# سينين سيباي
سينين سيباي (بالإنجليزية: Senin Sebai) (18 ديسمبر 1993 بأبيدجان في كوت ديفوار - ) هو لاعب كرة قدم إفواري في مركز الهجوم لعب سابقاً في نادي الجندل السعودي.

## وصلات خارجية
- سينين سيباي على موقع الاتحاد الأوربي (الإنجليزية)
- سينين سيباي على موقع قاعدة بيانات كرة القدم.إي يو (الإنجليزية)
- سينين سيباي على موقع Soccerbase.com (لاعب) (الإنجليزية)
- سينين سيباي على موقع Soccerway.com (الإنجليزية)
- سينين سيباي على موقع عالم كرة القدم.نت (الإنجليزية)
- سينين سيباي على موقع AS.com (الإسبانية)